# Timbres de Saint-Pierre-et-Miquelon 2005
Cet article recense les timbres de Saint-Pierre-et-Miquelon émis en 2005 par La Poste.

## Généralités
Les timbres portent la mention « SPM Saint-Pierre-et-Miquelon RF Postes » (abréviation / le pays émetteur est inscrit en petits caractères sur un côté du timbre / RF pour République française). La valeur faciale est libellée en euro (€).
Ils sont en usage dans cette collectivités d'outre-mer française.
Une commission philatélique choisit les thèmes des timbres dont un conseiller artistique va surveiller la création en servant de lien entre les artistes locaux, ceux de métropole et l'Imprimerie des timbres-poste et valeurs fiduciaires à Périgueux.

## Légende
Pour chaque timbre, le texte rapporte les informations suivantes :
- date d'émission, valeur faciale et description,
- formes de vente,
- artistes concepteurs et genèse du projet,
- manifestation premier jour,
- date de retrait, tirage et chiffres de vente,

ainsi que les informations utiles pour une émission donnée.

## Janvier

### Marianne des Français
Le 12 janvier, sont émis onze timbres d'usage courant au nouveau type Marianne des Français. Ces timbres, identiques à ceux en usage en France métropolitaine, sont surchargés « ST-PIERRE / ET / MIQUELON » sur trois lignes. Le dessin représente Marianne, allégorie de la République française, sur le thème de l'environnement.
Le dessin est l'œuvre de Thierry Lamouche gravée par Claude Jumelet. Le timbre de 2 × 2,6 cm est imprimé en taille-douce en feuille de cent timbres.
Le cachet premier jour daté du 12 janvier 2005 représente l'effigie précédente, la Marianne du 14 juillet, dessiné par Ève Luquet.

### Henri Claireaux
Le 26 janvier, est émis un timbre de 0,50 € en hommage à Henri Claireaux (1911-2001), sénateur de l'archipel de 1947 à 1968 et président du conseil général de 1954 à 1964.
Le portrait est dessiné par Patrick Derible et gravé par Jacques Jubert. Le timbre est imprimé en taille-douce en feuille de 50 exemplaires.
Le cachet premier jour du 26 janvier reprend l'illustration du timbre.
Le timbre est retiré de la vente le 21 juillet 2006.

## Février

### Anse à l'Alumette
Le 16 février, est émis un timbre artistique et touristique de 0,75 € sur l'anse à l'Allumette, un site de l'archipel représenté par une peinture.
La peinture serait de Patrick Derible. Le timbre de 53 x42 mm est imprimé en offset en feuille de dix exemplaires.
Le cachet premier jour en date du 16 février reprend de manière simplifié un détail du timbre.
Le timbre est retiré de la vente le 21 juillet 2006.

## Mars

### Dauphins
Le 16 mars, sont émis deux timbres sur deux espèces de dauphin. Le 0,53 € est consacré au dauphin commun à bec court (Delphinus delphis, nommé « Le dauphin commun » sur le timbre) et le 1,15 € au dauphin à bec blanc (Lagenorhynchus albirostris).
Les dessins sont de Patrick Derible gravé par Jacques Jubert. Mesurant 3,6 × 2,6 cm, les timbre sont imprimés en taille-douce en feuille de 25 exemplaires.
Le cachet premier jour daté 16 mars représente un dauphin sautant hors de l'eau.
Les deux timbres sont retirés de la vente le 21 juillet 2006.

### Marianne des Français
Le 23 mars, comme en France métropolitaine au début du même mois, sont émis six timbres d'usage courant au type Marianne des Français pour suivre une modification de certains tarifs postaux intérieurs et à destination de la France. Les valeurs sont : 0,05 € (appoint), 0,55 €, 0,64 €, 0,82 €, 1,22 € et 1,98 €. les timbres sont surchargés « ST-PIERRE / ET / MIQUELON » sur trois lignes pour servir dans l'archipel.
L'illustration est une création de Thierry Lamouche gravée par Claude Jumelet. Imprimé en taille-douce, le timbre est conditionné en feuille de cent timbres.
Le cachet premier jour en date du 23 mars reprend celui du 12 janvier 2005 et l'illustration du timbre.

## Avril

### Ferme de la Pointe au Cheval vers 1940
Le 20 avril, est émis un timbre de 0,90 € sur la ferme de la Pointe au Cheval, lieu-dit de l'île de Miquelon. Sont représentés les bâtiments de l'exploitation agricole tels qu'ils étaient vers 1940, un champ et deux chevaux.
Le timbre de 4,8 × 2,7 cm est dessiné par Jean Claireaux et gravé par Jacques Jubert pour une impression en taille-douce en feuille de 25 exemplaires.
Le cachet premier jour du 20 avril représente les façades de deux bâtiments de ferme.
Le timbre est retiré de la vente le 21 juillet 2006.

## Mai

### Atmosphère de brume
Le 11 mai, est émis un timbre de 0,30 € titré « Atmosphère de brume » où sont visibles des maisons sous un ciel nuageux, mais masquées par une brume.
La photographie est de Thierry Vosgenstahl. Le timbre de 3,6 × 2,2 cm est imprimé en offset en feuille de 50 exemplaires.
Le cachet d'oblitération premier jour en date du 11 mai représente un paysage de village similaire à celui du timbre.
Le timbre est retiré de la vente le 21 juillet 2006.

## Juin

### La vallée des Sept Étangs
Le 14 juin, est émis un triptyque (deux timbres et une vignette centrale) représentant la vallée des Sept Étangs, une zone humide de l'île Saint-Pierre. Chaque timbre a une valeur faciale de 2 €.
Le diptyque est dessiné par Jean-Jacques Oliviéro et gravé par Jacques Jubert. Imprimés en taille-douce, les timbres sont conditionnés en feuille de dix diptyques.
Le cachet premier jour daté 14 juin représente un bactracien au milieu d'une végétation telle celle visible sur les timbres.
Le triptyque est retiré de la vente le 21 juillet 2006.

### Les grands migrateurs: pluvier siffleur
Le 29 juin, est émis un timbre de 2,50 € illustré de deux spécimens de pluvier siffleur (Charadrius melodus), une espèce d'oiseaux migrateurs.
Le timbre est dessiné par Jean-Jacques Oliviéro et gravé par Claude Andréotto. Il est imprimé en taille-douce en feuille de 25 unités.
Le cachet premier jour du 29 juin montre l'oiseau en vol.
Le timbre est retiré de la vente le 21 juillet 2006.

## Septembre

### Le lièvre variable
Le 7 septembre, est émis un timbre de présentant un lièvre variable dans un paysage enneigé.
La photographie est de Jacky Hebert. Au format 4 × 2,55 cm, le timbre est imprimé en offset en feuille de 50 exemplaires.
Le cachet premier jour daté 7 septembre est illustré d'un lièvre qui court.
Le timbre est retiré de la vente le 23 février 2007.

### Ben vous savez madame...
Le 21 septembre, est émis un timbre artistique de 0,90 €, une peinture titrée Ben vous savez madame.... C'est une scène de rue, où deux femmes représentées petites face au mur d'une maison, semblent s'être croisées et ont commencé à discuter.
La peinture est une œuvre de Raphaële Goineau. Le timbre de 4,8 × 3,6 cm est imprimé en offset en feuille de dix exemplaires.
Le cachet d'oblitération premier jour du 21 septembre est une vue de la même scène, sous un angle différent, et utilisant une approche de type bande dessinée.
Le timbre est retiré de la vente le 23 février 2007.

## Octobre

### LeTranspacific
Le 12 octobre, dans la série des Épaves, est émis un timbre de 0,75 € sur un navire échoué, le Transpacific. Le 18 mai 1971, il fait naufrage sur l'île aux Marins. Le timbre, bleu et blanc, représente un reste de la coque portant le nom du navire.
Le timbre de 4,8 × 2,7 cm est dessiné par Jean Claireaux et gravé par Jacques Jubert. Il est imprimé en taille-douce en feuille de 25 unités.
Le cachet premier jour daté 12 octobre montre un morceau de l'épave.
Le timbre est retiré de la vente le 23 février 2007.

## Novembre

### La collectivité territoriale 1985-2005
Le 10 novembre, est émis un timbre commémoratif de 0,53 € pour le 20e anniversaire du changement de statut de l'archipel, passé de département d'outre-mer à collectivité territoriale, en 1985. L'illustration représente une séance du conseil général.
Le timbre de format 4,8 × 3,6 cm est dessiné par Marie-Laure Drillet et imprimé en offset en feuille de dix exemplaires.
La table et les conseillers assis autour sert d'illustration au cachet premier jour daté 10 novembre.
Il s'agit du premier timbre de l'archipel (hors types Marianne surchargés) qui porte la mention « La Poste » en remplacement de « Postes ». Le timbre suivant pour Noël reprend l'ancienne mention. « La Poste » devient systématique sur les timbres émis en 2006.
Il est retiré de la vente le 23 février 2007.

## Décembre

### Noël 2005
Le 7 décembre, est émis un timbre de Noël de 0,53 €. Sous une chute de neige, deux enfants admirent leur bonhomme de neige.
Le timbre de 2,7 × 4,8 cm est dessiné par Anne Rebmann. Il est imprimé en offset en feuille de dix exemplaires.
Le cachet premier jour en date du 7 décembre montre le visage d'un jovial bonhomme de neige.
Ce timbre est le dernier à porter la mention « SPM » et en petits caractères « SAINT-PIERRE-ET-MIQUELON RF ». Dès la première émission de 2006, la mention devient « SP&M » et le nom complet de l'archipel plus visible. La mention « RF » (République française) est placée à côté de celle de « La Poste ».
Il est retiré de la vente le 23 février 2007.

### Sources
- La presse philatélique française, dont les pages nouveautés de Timbres magazine. Elles fournissent les dates d'émissions, dimensions, auteurs et mode d'impression, puis annoncent les dates de retrait.